# Национальная опера Греции
Национальная опера Греции (греч. Εθνική Λυρική Σκηνή — Национальная лирическая сцена) — государственный театр, расположенный в Афинах на улице Харилаоса Трикуписа. Управление театром осуществляет непосредственно Министерство культуры Греции, Совет попечителей и художественный директор.
Адрес: Ακαδημίας 59-61, 10679 Αθήνα.

## История основания
В конце 1880-х годов первая греческая опера была представлена старым театром Букура в Афинах. Между 1888 и 1890 годами греческая опера гастролировала по регионам мира, где жили многочисленные греческие диаспоры, в частности в Египте, Турции и Румынии с операми Моцарта, Доницетти, Беллини.
В 1924 году после гастролей в США и окончательного утверждения как выдающегося культурного учреждения в Греции и за рубежом, греческое правительство начало оказывать поддержку театру. Уже в 1939 году была официально учреждена Национальная опера Греции под руководством Костиса Бестиаса, а с 1944 года опера действовала как автономная организация в её нынешнем виде.
В период с 1982 по 1986 год членом совета директоров Национальной оперы был значительный новогреческий прозаик Менис Кумантареас.

## Современный этап
Национальная опера несет ответственность за широкий круг мероприятий, включая презентации оперных спектаклей, балетных постановок, симфонических концертов, специальных презентаций оперных и балетных спектаклей для детей. Театр организует национальный архив музыки, музыкальные библиотеки и музей собственно Национальной оперы Греции, экспонирует костюмы, партитуры и многие другие предметы из спектаклей театра. Труппа театра гастролирует как в Греции, так и за рубежом.
Свои постановки греческая Национальная опера представляет на трех сценах:
- Театр Олимпия, центральная сцена которого носит имя Марии Каллас;
- Театр Акрополь имеет Новую сцену и Детскую сцену, в основном представляет оперетты и спектакли для детей;
- Лирическая сцена - экспериментальная театральная студия.

В 2006 году фонд Ставроса Ниархоса объявил о планах по финансированию строительство нового театра для греческой Национальной оперы, а также парка в районе Фалирон.
Пилотный сезон греческой Национальной оперы в новом помещении — в Культурном центре имени Ставроса Ниархоса (архитектор Ренцо Пиано) на окраине Афин в районе Каллифея — начнётся в апреле 2017 года с постановки оперы «Макбет» Джузеппе Верди. Открытие официального оперного сезона намечено на октябрь 2017 года. Кроме основного театрального зала на 1,4 тыс. мест в культурном центре размещён зал для альтернативных и экспериментальных постановок.

## Хор и балет
Хор греческой Национальной оперы существует с 1939 года и состоит из профессиональных певцов. В дополнение к основным оперным произведениям репертуар оперы охватывает широкий круг произведений греческих композиторов, оперетт, ораторий и религиозных музыкальных произведений.
В дополнение к стандартному классическому и романтическому репертуару, визитной карточкой Национальной оперы Греции является современный греческий танец. При поддержке государства сегодня балетная труппа имеет свою собственную репетиционную студию. Особенно важный вклад в развитие балета в Национальной опере Греции сделала хореограф, уроженка СССР, Татьяна Мамаки.